# Rolling Meadows
Rolling Meadows é uma cidade localizada no estado americano de Illinois, no Condado de Cook.

## Demografia
Segundo o censo americano de 2000, a sua população era de 24.604 habitantes.
Em 2006, foi estimada uma população de 23.682, um decréscimo de 922 (-3.7%).

## Geografia
De acordo com o United States Census Bureau tem uma área de 14,1 km², dos quais 14,1 km² cobertos por terra e 0,0 km² cobertos por água.

## Localidades na vizinhança
O diagrama seguinte representa as localidades num raio de 8 km ao redor de Rolling Meadows.